# Grammitis pellucidovenosa
Grammitis pellucidovenosa là một loài dương xỉ trong họ Polypodiaceae. Loài này được Bonap. Copel. mô tả khoa học đầu tiên năm 1952.